# François Félix

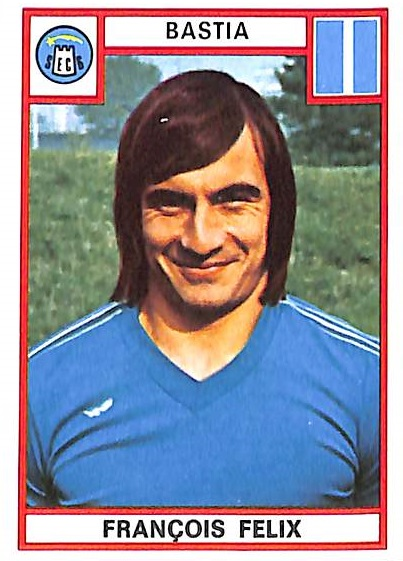
Saison 1975-1976

Pour les articles homonymes, voir Félix.
François Félix dit Fanfan est un footballeur français né le 18 mai 1949 à Viviers (Ardèche).

## Biographie

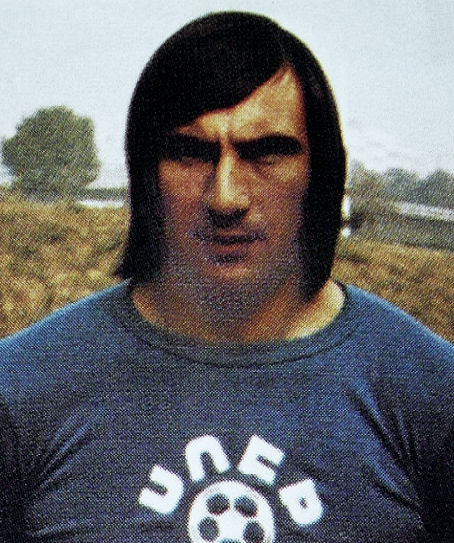
François Felix en 1975.

Cet avant-centre formé à Saint-Priest, a évolué ensuite dans de nombreux clubs : révélé à Lyon, il joue entre autres à Bastia et joue en finale de la Coupe de l'UEFA  en 1978. Il évolue ensuite à Angers avant de  mettre un terme à sa carrière à Auxerre en 1982, à la suite d'une grave blessure.
Il devient alors entraîneur-adjoint du club bourguignon. Puis il dirigera les joueurs de Tonnerre qu'il conduira en Division d'Honneur. De 1989 à 2008, il entraîne l'Ile Rousse.

## Carrière de joueur
- 1957-1965 : A.S.U. Lyon
- 1965-1968 : Saint-Priest
- 1968-1971 : Olympique lyonnais
- 1971-1973 : SC Bastia
- 1973-1974 : Paris FC
- 1974-1975 : Nîmes Olympique
- 1975-1978 : SC Bastia
- 1978-1980 : SCO Angers
- 1980-1982 : AJ Auxerre[1]

## Palmarès
- 119 buts en 340 matchs de championnat de France D1
- Finaliste de la Coupe de France 1971 (avec l'Olympique lyonnais) et 1972 (avec le SC Bastia)
- Finaliste de la Coupe de l'UEFA 1978 (avec le SC Bastia)